# 波多皮隆
波多皮隆是巴拿马科隆省科隆区的一个城市，2010年是人口为16,517。 该市2000年时人口为10,241，1990年时人口为11,658。